# Mont Townsend
El Mont Townsend és el segon pic més alt de l'Austràlia continental.
Situat al Parc Nacional de Kosciuszko, a les Muntanyes Nevades (part de la Gran Serralada Divisòria), el Mont Townsend es troba 3.68 kilòmetres al nord del pic més alt de l'Austràlia continental, el Mont Kosciuszko. Tot i que és una mica més baix, el pic és més punxegut, i domina més l'àrea circumdant que no pas l'arrodonit pic del Kosciuszko.